# Областная туберкулёзная больница в городе Выборге
Областная туберкулёзная больница в городе Выборге, полное название ГКУЗ ЛО «Областная туберкулёзная больница в городе Выборге» — специализированная больница в Выборге. Расположенное в парке на Батарейной горе шестиэтажное монументальное здание включено в перечень памятников архитектуры.

## История
В середине 1920-х годов на территории переданных городу устаревших Восточно-Выборгских укреплений началось строительство городского больничного комплекса из зданий, соединённых подземными переходами. В соответствии с принципами архитектуры функционализма для каждого здания предусматривалась специализированная функция (центральный и вспомогательный корпуса, котельная, женская и туберкулёзная клиники и т.п.). Строительство медицинского центра осуществлялось под руководством главного архитектора города: до 1928 года эту должность занимал П. Уотила, в 1928 — 1932 годах — В. Кейнянен, в 1932 — 1936 годах — У. Ульберг, а в 1936 — 1940 годах — Р. Юпюя. Однако разработанный проект не был полностью реализован по причине советско-финских войн: удалось возвести только часть запланированных зданий.
Одним из больничных корпусов стало здание женской клиники и родильного дома на 130 коек, построенное в 1936 — 1937 годах по проекту У. Ульберга (с изменениями, внесёнными Р. Юпюя, руководившим строительством после отъезда Ульберга в Хельсинки). Светлый оштукатуренный фасад здания, состоящего из двух разноуровневых корпусов (шести- и четырёхэтажного), был лаконично украшен блестящими стальными деталями, а также выполненным на южной стене торцами кирпича барельефом работы Юрьё Кюллёнена, изображавшим Мадонну с младенцем на руках. Вход оборудован пандусом.
Уже в 1937 году в больнице на первых принятых родах появились близнецы, но официально она была принята в эксплуатацию только в 1938 году. Основные помещения располагались в шестиэтажном крыле (с цокольным этажом), в то время как в четырёхэтажном корпусе размещались, помимо прочего, служебные квартиры, а также осуществлялся врачебный приём. В числе более тысячи человек, родившихся в больнице за два довоенных года — бывший президент Финляндии Мартти Ахтисаари.
Во время боевых действий 1939 — 1940 годов здание не пострадало, поэтому, когда в результате Советско-финляндской войны в 1940 году советские войска вошли в Выборг, назначение больницы не изменилось, и первые жители советского Выборга появились на свет в этом здании. Однако в ходе Великой Отечественной войны на заключительном этапе Выборгской наступательной операции 1944 года здание больницы оказалось на переднем краю фронта, и некоторое время в нём размещались раненые финские военнослужащие. 
После 1944 года, по окончании советско-финских войн, организация учреждений здравоохранения в Выборге осуществлялась по новым планам, не соответствовавшим довоенным проектам. Из возведённых корпусов бывшей городской больницы в качестве лечебного учреждения продолжили использовать только здание женской клиники и родильного дома, но и его назначение изменилось: в 1948 — 1968 годах в нём размещался областной костно-туберкулёзный санаторий, в 1968 — 1994 годах — санаторий «Выборг» для внелёгочных форм туберкулёза, в 1994 — 2012 годах — областная ортопедо-туберкулёзная больница, а с 2012 года — областная туберкулёзная больница. В ходе послевоенного ремонта и приспособления здания под новые функции был изменён внешний вид здания: в частности, утрачен барельеф, символизировавший материнство. При этом расположенное неподалёку здание, специально предназначавшееся для туберкулёзной больницы, в послевоенное время было приспособлено под общежитие; в то же время выборгский родильный дом размещён в здании, изначально под эти функции не предназначенном. Однако выдвигавшееся в 2000-е годы предложение о возвращении роддома в здание больницы  развития не получило.
В советское время у здания санатория была установлена скульптурная группа из двух медвежат, выполненная Калужской скульптурной фабрикой.

## Структура лечебного учреждения
- Стационарное отделение;
- Амбулаторно-поликлиническое фтизиатрическое отделение:
  - Противотуберкулёзный диспансер;
  - Дневной туберкулёзный стационар.